# احمد مطر
احمد مطر (زاده ۱۹۵۶ روستای التنومه در حومه شهر بصره) از شاعران مشهور عراقی است و به خاطر شعرهای بسیار گزنده و طنزآمیز خویش در مورد سران عرب، مشهور می‌باشد.
طنز در شعر احمد مطر جایگاه خاصی دارد. 

## زندگی‌نامه
التنومة، روستای محل ولادت و کودکی احمد، تأثیری روشن در اشعارش بر جای گذاشت. احمد مطر با کاریکاتوریست مشهور ناجی علی در انتشار روزنامه «بلا فتنة» همکاری می‌کرد.
احمد مطر در سال ۱۹۸۶ به لندن مهاجرت کرد و از آن سال تا به حال ساکن لندن است.واشعار بسیار زیبا و دل انگیزی را سروده است.

## مضامین شعری
یکی از موضوعاتی که در اشعار احمد مطر بسیار دیده می‌شود، انتقاد بسیار گزنده و گاه حتی نگاه بسیار تحقیرآمیز به سران کشورهای عربی است.

## مجموعه‌های شعری
- لافتات ۱ سال ۱۹۸۴ (میلادی)
- لافتات ۲ سال ۱۹۸۷ (میلادی)
- ما اصعب الکلام ۱۹۸۷ (میلادی): قصیده‌ای به ناجی علی
- لافتات ۳ سال ۱۹۸۹ (میلادی)
- إنی المشنوق أعلاه ۱۹۸۹ (میلادی)
- دیوان الساعة ۱۹۸۹ (میلادی)
- از احمد مطر  کتابی به زبان فارسی با نام "هیاهوهای یک سکوت طولانی" با ترجمه یاسمن مجتبایی در نشر سه سه‌تار منتشر شده‌است.
- کتاب تق‌تق شعرهای احمد مطر،مترجم:  سهند آقایی ، نشر مشکی، ۱۳۹۳
- پلاکارد، شعرهای احمد مطر، مترجم :  سهند آقایی ، نشر جوانه توس ، ۱۳۹۳